# بیمارستان عمومی بارنت

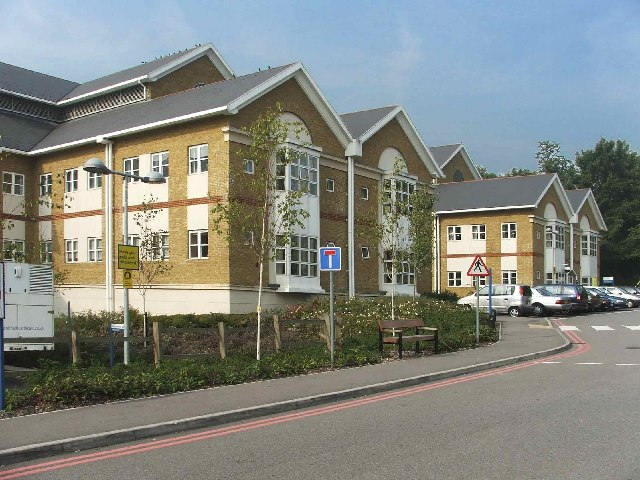
ساختمان بیمارستان عمومی بارنت

بیمارستان عمومی بارنت (به انگلیسی: Barnet General Hospital) بیمارستانی سرویس سلامت عمومی (ان اچ اس) در شهر لندن کشور بریتانیا است و دارای ۴۴۵ تخت است.